# Teledesmus dispar
Teledesmus dispar är en mångfotingart som beskrevs av Orator Fuller Cook 1896. Teledesmus dispar ingår i släktet Teledesmus och familjen Cryptodesmidae. Inga underarter finns listade i Catalogue of Life.